# Kościół św. Jadwigi Królowej w Inowrocławiu
Kościół świętej Jadwigi Królowej w Inowrocławiu – rzymskokatolicki kościół parafialny należący do parafii pod tym samym wezwaniem (dekanat inowrocławski I archidiecezji gnieźnieńskiej). Znajduje się w inowrocławskim osiedlu Rąbin.
W dniu 2 czerwca 1995 roku arcybiskup Henryk Muszyński poświęcił i wmurował kamień węgielny w mury nowo budowanego kościoła. Świątynia została uroczyście konsekrowana w dniu 21 czerwca 2003 roku przez abpa Henryka Muszyńskiego, Metropolitę Gnieźnieńskiego wraz z ks. abpem Tomaszem Petą z Kazachstanu i ks. bpem Wojciechem Polakiem z Gniezna. 
Budowla charakteryzuje się współczesną architekturą z historycznymi tropami. Bryła projektu architekta Michała Holki czerpie z inspiracji kujawskiej architektury sakralnej. Wzorowana jest na zabytkowych budowlach z Trzemeszna, Moglina i Strzelna, z silnie eksponowanymi elementami neoromańskimi, tj. empory, kolumny, ceglane wykończenia i zespoły okien szczelinowych. W ołtarzu głównym dominuje ponad 3-metrowy Krucyfiks z brązu wykonany przez bydgoskiego artystę-rzeźbiarza Michała Kubiaka, dopełniony płaskorzeźbą patronki św. Jadwigi Andegaweńskiej. W 2006 roku biskup Wojciech Polak poświęcił nową Drogę Krzyżową, której stacje namalował artysta malarz Roman Kaczmarek,
Dnia 8 listopada 2008 roku celebrowano w świątyni uroczystą Mszą św. pod przewodnictwem ks. abpa Henryka Muszyńskiego w związku z ustanowieniem św. Królowej Jadwigi Patronką Inowrocławia.